# Западноевропско летње време
| светло плава  | Западноевропско време, Гриничко средње време ()                                     |
| плава         | Западноевропско време, Гриничко средње време (UTC+0) Западноевропско летње време () |
| розе          | Средњоевропско време, Западноафричко време ()                                       |
| црвена        | Средњоевропско време () Средњоевропско летње време ()                               |
| жута          | Калињинградско време ()                                                             |
| златна        | Источноевропско време () Источноевропско летње време ()                             |
| светло зелена | Further-eastern European Time, Московско време, Турско време ()                     |

Западноевропско летње време (енгл. Western European Summer Time – WEST) један од назива за UTC+1 временску зону, 1 сат испред Гриничког средњег времена и Координираног универзалног времена. 
За време зиме, Западноевропско време је део UTC+0 временске зоне, док лети неке земље прелазе на Западноевропско летње време (енгл. Western European Summer Time – WEST) (UTC+1). 

## Коришћење
- Канарска острва
- Португал (укључујући Мадеиру, али не и Азоре)
- Фарска острва
- Република Ирска
- Уједињено Краљевство
- Гренланд (североисточни део острва)